# Тунбергія

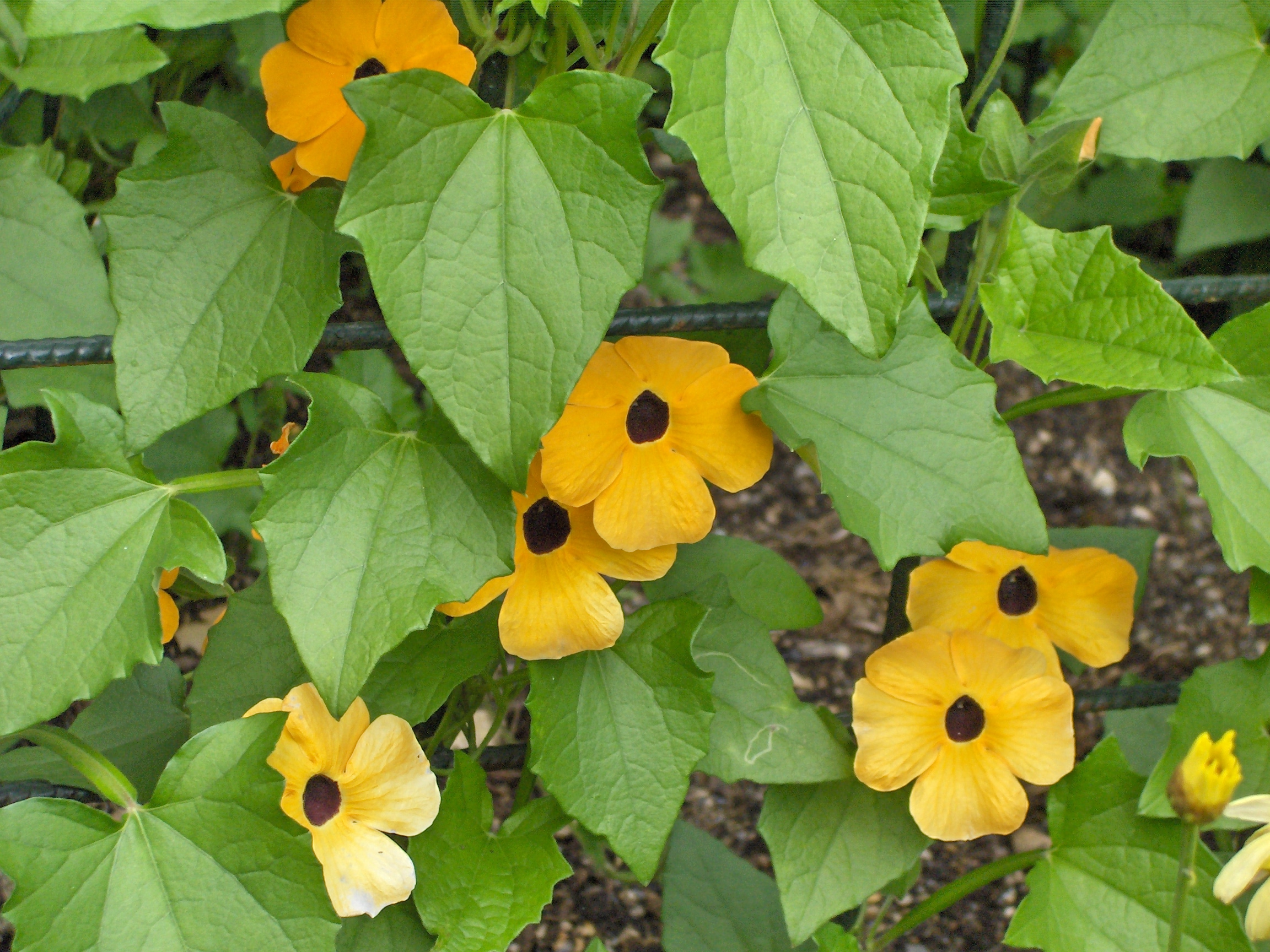
Thunbergia alata

Тунбергія (Thunbergia) — рід квіткових рослин родини Акантові, уродженці тропічних областей Африки, Мадагаскару і південної Азії.
Тунбергія була названа в честь Карла Петера Тунберга (1743—1828), шведського вченого-натураліста, дослідника флори і фауни Південної Африки і Японії, «батька південноафриканської ботаніки».
Однорічні або багаторічні трав'янисті рослини, часто кучеряві, іноді — вічнозелені чагарники висотою від 2 до 8 м.
Листки цілісні або лопатеві, супротивні.
Квітки зигоморфні, зазвичай лійкоподібні, поодинокі або зібрані в суцвіття.